# Ben Platt
Benjamin Schiff Platt (* 24. září 1993 Los Angeles, Kalifornie) je americký filmový, televizní a divadelní herec, zpěvák a skladatel.

## Životopis
Narodil se v Los Angeles jako čtvrtý z pěti dětí do rodiny Julie (za svobodna Beren) a Marca Plattových. Jeho otec je filmový, televizní a divadelní producent. On i jeho rodina jsou Židé.
Navštěvoval školu scénických umění Adderley v Pacific Palisades, kde se objevil v představeních Bye Bye Birdie a Into the Woods. Chodil na Harvard-Westlake School v Los Angeles, kde absolvoval v roce 2011. Poté nastoupil na Kolumbijskou univerzitu v New Yorku, ale školy zanechal po šesti týdnech, protože se mu naskytla práce na muzikálu The Book of Mormon.
Platt je homosexuál. Jeho coming out před rodinou proběhl ve 12 letech. Veřejnosti svou orientaci oznámil v roce 2019 prostřednictvím videoklipu ke své písni „Ease My Mind“.
Za svůj výkon v muzikálu Dear Evan Hansen získal v roce 2017 cenu Tony v kategorii nejlepší herec v muzikálu. Širokému publiku se představil jako Benji v hudebních komediích Ladíme! a Ladíme 2. V roce 2017 podepsal smlouvu s nahrávací společností Atlantic Records a o dva roky později vydal své debutové studiové album Sing to Me Instead.
V roce 2019 ztvárnil hlavní roli v seriálu Politik. Za roli Paytona Hobarta byl nominován na Zlatý glóbus v kategorii nejlepší mužský herecký výkon (komedie / muzikál).

## Filmografie

### Film
| Rok           | Název                 | Role            | Poznámky |
| ------------- | --------------------- | --------------- | -------- |
| 2006          | Red Riding Hood       | skaut           |          |
| 2012          | Ladíme!               | Benji Applebaum |          |
| 2015          | Ladíme 2              | Benji Applebaum |          |
| 2015          | Nikdy není pozdě      | Daniel          |          |
| 2016          | Ulička slávy          | Josh            |          |
| 2017          | The Female Brain      | Joel            |          |
| 2019          | Run This Town         | Bram Shriver    |          |
| 2019          | Rodiče na tahu        | Jason Johnson   |          |
| 2020          | Broken Diamonds       | Scott           |          |
| bude oznámeno | Merrily We Roll Along | Charley Kringas |          |

### Televize
| Rok       | Název                                                           | Role          | Poznámky                                     |
| --------- | --------------------------------------------------------------- | ------------- | -------------------------------------------- |
| 2017      | Will a Grace                                                    | Blake         | díl: „Who’s Your Daddy“                      |
| 2019–2020 | Politik                                                         | Payton Hobart | hlavní role, 15 dílů, také výkonný producent |
| 2019      | The Kelly Clarkson Show                                         | Sám sebe      |                                              |
| 2020      | Songland                                                        | Sám sebe      | díl: „Ben Platt“                             |
| 2020      | Ben Platt: Live from Radio City Music Hall                      | Sám sebe      | TV speciál                                   |
| 2020      | The Disney Family Singalong: Volume II                          | Sám sebe      | TV speciál                                   |
| 2020      | Graduate Together: America Honors the High School Class of 2020 | Sám sebe      | TV speciál                                   |
| 2020      | Dear Class of 2020                                              | Sám sebe      | TV speciál                                   |

## Divadelní role
| Rok       | Představení         | Role                    | Divadlo                  | Poznámky                      |
| --------- | ------------------- | ----------------------- | ------------------------ | ----------------------------- |
| 2002      | The Music Man       | Winthrop Paroo          | Hollywood Bowl           | Los Angeles                   |
| 2004      | Mame                | Patrick Denis           | Hollywood Bowl           | Los Angeles                   |
| 2004      | Caroline, or Change | Noah Gellman            | Ahmanson Theatre         | Národní turné                 |
| 2005      | Dead End            | Philip Griswald         | Ahmanson Theatre         | Regionální turné              |
| 2012      | The Power of Duff   | Ricky Duff              | Powerhouse Theatre       | Regionální turné              |
| 2012      | The Black Suits     | Chris Thurser           | Barrington Stage Company | Regionální turné              |
| 2012–2013 | The Book of Mormon  | Elder Arnold Cunningham | PrivateBank Theatre      | Chicago                       |
| 2014–2015 | The Book of Mormon  | Elder Arnold Cunningham | Eugene O'Neill Theatre   | Broadwayské uvedení           |
| 2015      | Dear Evan Hansen    | Evan Hansen             | Arena Stage              | Washington, D.C.              |
| 2016      | The Secret Garden   | Dickon                  | David Geffen Hall        | Koncert k 25. výročí muzikálu |
| 2016–2017 | Dear Evan Hansen    | Evan Hansen             | Second Stage Theatre     | Uvedení mimo Broadway         |
| 2016–2017 | Dear Evan Hansen    | Evan Hansen             | Music Box Theatre        | Broadway                      |
| 2018      | Parade              | Leo Frank               |                          | Workshop                      |